# Chaoborus annandalei
Chaoborus annandalei är en tvåvingeart som beskrevs av Edwards 1930. Chaoborus annandalei ingår i släktet Chaoborus och familjen tofsmyggor.
Artens utbredningsområde är Myanmar. Inga underarter finns listade i Catalogue of Life.